# Hamburg-Eidelstedt (stacja kolejowa)
Hamburg-Eidelstadt – stacja kolejowa w Hamburgu, w dzielnicy Eidelstedt, w Niemczech. Znajduje się tu jeden peron wyspowy. Stacja została otwarta w 1844. Według klasyfikacji Deutsche Bahn posiada kategorię 4.